# Nicolas Geay
Pour les articles homonymes, voir Geay.
Nicolas Geay, né le 12 janvier 1976 à Compiègne, est un journaliste sportif français au sein du service des sports de France Télévisions spécialisé dans le cyclisme.

## Biographie

### Formation et débuts professionnels
Compiégnois d'origine, il étudie à l'Institut d'études politiques de Grenoble puis à l'école de journalisme de Strasbourg (CUEJ) dont il sort diplômé en 2001,. Après un premier CDD d'été à Stade 2, il travaille pour France 3 régions, L'Équipe TV, au Courrier Picard, à Eurosport et au JT de France 2 avant d'intégrer le service des sports de France Télévisions en 2004.
Il couvre le cyclisme et le triathlon au sein du service des sports de France Télévisions. Il intervient régulièrement dans Stade 2 pour présenter des reportages sur le cyclisme. Il suit fréquemment des cyclistes en préparation ou enquête sur des affaires de dopage. En 2019, il remporte un Micro d'Or remis par l'Union des journalistes de sport en France dans la catégorie Handisport pour un reportage sur Adrien Costa.

### Spécialiste du cyclisme sur route
Depuis 2006, il couvre le Tour de France pour France Télévisions.
De 2011 à 2016, il est présent sur une des 2 motos son de France Télévisions en remplacement de Laurent Jalabert (passé consultant en studio du tour), sa moto est placée à l'arrière du peloton. Il est également sur la moto pour participer aux commentaires d'autres épreuves retransmises sur France 3 : Paris-Nice, Paris-Roubaix ou le Critérium du Dauphiné. Il interviewe également des coureurs après la ligne d'arrivée et dans le quartier des coureurs pour l'émission L'Après Tour puis pour le Vélo Club.
En 2017, il quitte la moto pour prendre le relais de Gérard Holtz, retraité depuis l'été précédent, pour les interviews d'avant et d'après étape, notamment après le podium protocolaire, et pour résumer l'étape du jour avec Cédric Vasseur, en 2017, puis Thomas Voeckler, en 2018 et 2019, dans le Vélo Club désormais présenté par Laurent Luyat.

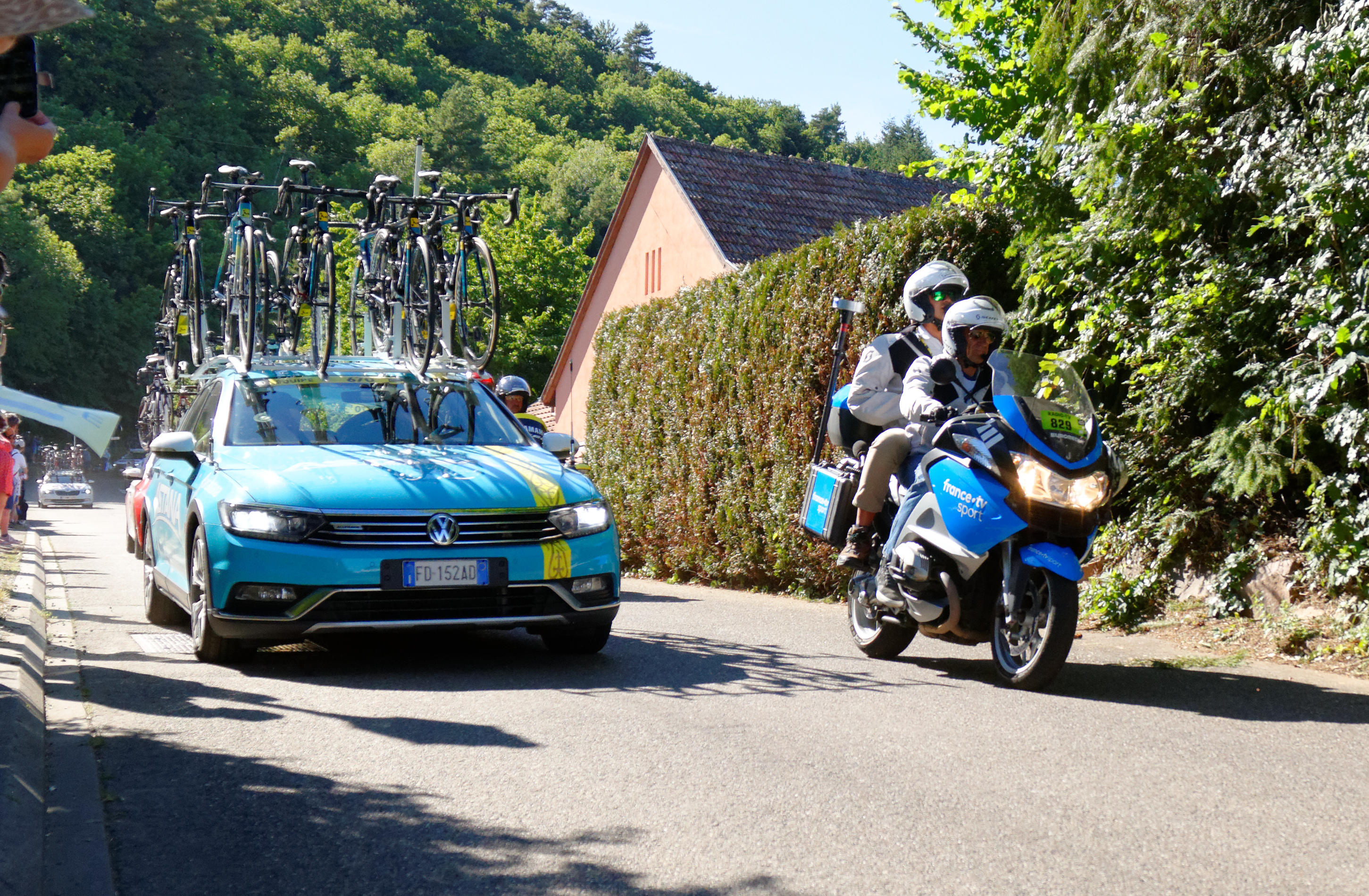
Nicolas Geay et Thierry Magnaldi, sur une moto France.tv Sport, lors du Tour de France 2019.

Depuis 2014, il est également le commentateur remplaçant sur le Tour de France. Durant une journée, il prend le poste de commentateur principal en studio, en remplacement de Thierry Adam puis Alexandre Pasteur, car les journalistes n'ont pas le droit de travailler sept jours consécutifs. À partir de 2017, il revient également sur la moto France.tv Sport durant une journée chaque année pour la même raison.
En 2019, il commente les championnats du monde de cyclisme sur route dans le Yorkshire aux côtés de Laurent Jalabert et Marion Rousse. Il remplace Alexandre Pasteur qui couvre lui les championnats du monde d'athlétisme au même moment.
En 2021, il reprend le poste de commentateur titulaire sur la moto à l'arrière du peloton.
En 2022, il ne couvre pas la première semaine et ne commente aucune étape du Tour de France. Il est toujours sur la moto à l'arrière du peloton à partir de la deuxième semaine et est choisi en tant que commentateur principal pour le Tour de France Femmes qui se déroule dans la foulée. Il commente cette première édition aux côtés de Laurent Jalabert et Marion Hérault-Garnier qui est sur une moto son.

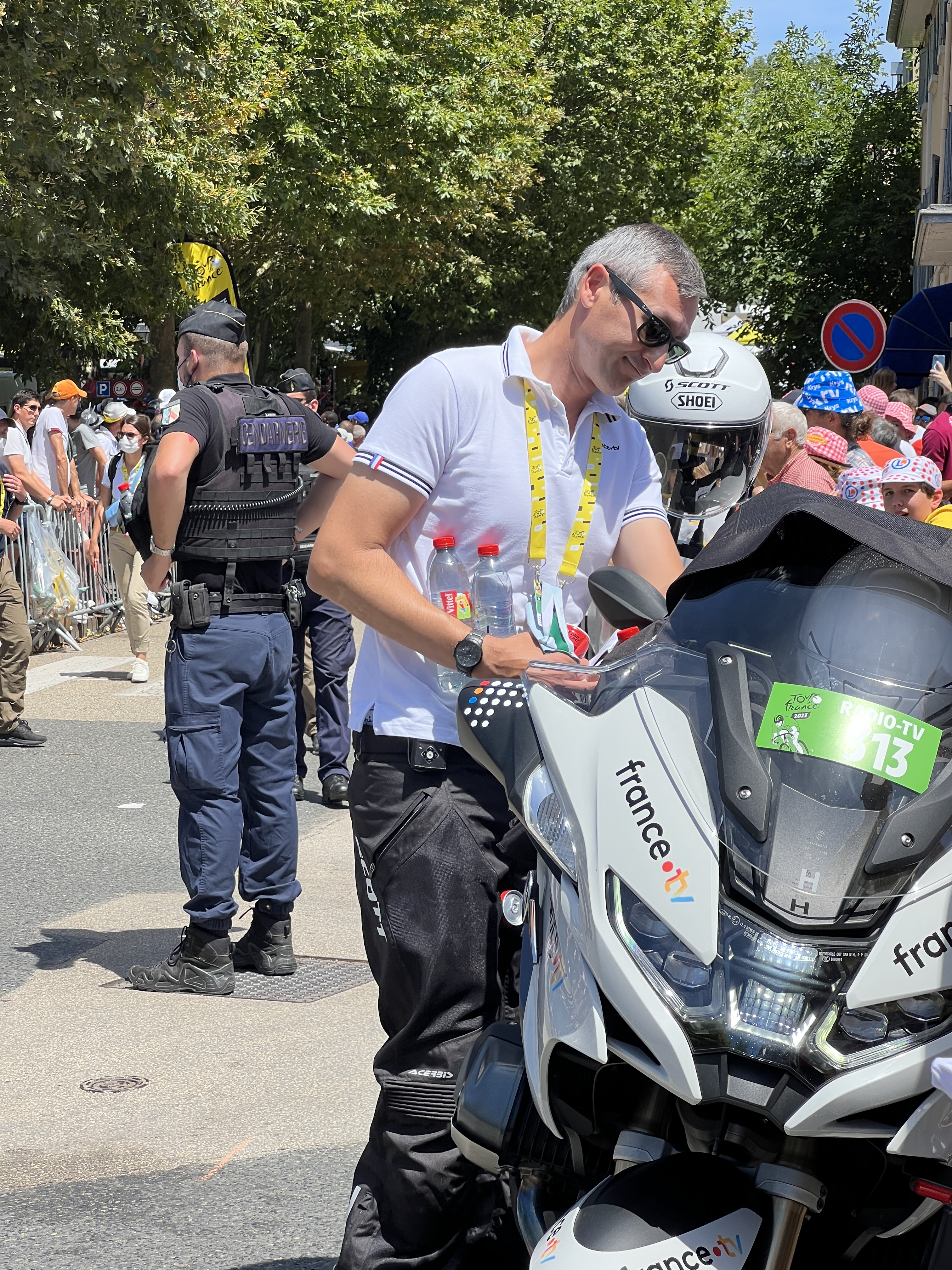
Nicolas Geay au départ de la 13e étape du Tour de France 2023.

En 2023, il commente la 7e étape et les deux premières semaines sur la moto avant de laisser sa place à Benoît Durand pour préparer le Tour de France Femmes qu'il couvre toujours avec Laurent Jalabert et Marion Hérault-Garnier.
La semaine qui suit les JO 2024, il est au micro sur le Tour de France Femmes avec Claire Vocquier-Ficot, Marion Hérault-Garnier, Nelson Monfort ainsi que les consultants Paul Brousse et Laurent Jalabert.

### Autres disciplines
C'est un pratiquant de triathlon. Ainsi, durant les Jeux olympiques 2012 à Londres, il est choisi pour commenter les épreuves de triathlon au côté du consultant Frédéric Belaubre. Il assure aussi occasionnellement des remplacements en qualité de présentateur.
Durant les Jeux olympiques 2016 à Rio, il commente de nouveau les épreuves de triathlon au côté de Tony Moulai ainsi que les épreuves de cyclisme sur piste au côté de Frédéric Magné. En 2017, il commente les championnats du monde de cyclisme sur piste diffusés sur le site et l’application francetv sport, sur France Ô et France 3. Il est accompagné de Jean-François Guiborel du mercredi au vendredi puis de Florian Rousseau le week-end. En 2018, il commente aussi les épreuves de cyclisme sur piste et de triathlon des championnats sportifs européens avec Florian Rousseau pour le cyclisme et Frank Bignet pour le triathlon.
Durant les Jeux olympiques 2020 à Tokyo, il commente les épreuves de cyclisme sur route avec Laurent Jalabert et Marion Rousse, le cyclisme sur piste aux côtés de François Pervis, le triathlon avec Franck Bignet et le VTT avec Julien Absalon.
Durant les Jeux olympiques 2024 à Paris, il commente les mêmes épreuves avec les mêmes consultants, sauf Franck Bignet remplacé par la triathlète Carole Péon. Il commente notamment les titres olympiques de Pauline Ferrand-Prévot, Cassandre Beaugrand et Benjamin Thomas.
Durant les Jeux paralympiques, il commente le triathlon et le cyclisme sur route, respectivement avec Yannick Bourseaux et Jérôme Dupré, notamment les titres paralympiques de Jules Ribstein, Alexis Hanquinquant, Florian Jouanny, Mathieu Bosredon, Alexandre Léauté, Thomas Peyroton-Dartet et Kévin Le Cunff.

## Publications
- Nicolas Geay (préf. Thomas Voeckler), Cols de Légende : 20 cols français qui ont marqué l'histoire du cyclisme, Paris, Amphora, 30 octobre 2018, 224 p., 25.5 x 2.6 x 22.5 cm (ISBN 978-2-7576-0343-7)

- Nicolas Geay (préf. Eric Fottorino), Victoires de légende : 25 victoires françaises qui ont marqué l'histoire du Tour de France, Amphora, 25 août 2020, 315 p., 22 x 26 cm (ISBN 978-2-7576-0439-7)